# Ermita de Santa Eulalia (Almonaster la Real)
La ermita de Santa Eulalia, dedicada a la mártir de Mérida, se encuentra situada en el término municipal de Almonaster la Real (provincia de Huelva, Andalucía, España), a unos 20 kilómetros de la villa y a 3 kilómetros al nordeste de la aldea de El Patrás. Situado en el centro de un valle, el edificio se encuentra exento y en torno a él ha ido surgiendo un pequeño núcleo de casas. Es Bien de Interés Cultural, con categoría de Monumento.

## Descripción
La ermita de Santa Eulalia responde al tipo de las iglesias mudéjares de arcos transversales de una sola nave, muy frecuente la sierra de Aracena y que posee la particularidad de que su ábside pertenezca a un mausoleo romano de época imperial.
El templo consta de una nave formada por tres espacios rectangulares abovedados, separados mediante arcos ojivales que descansan sobre pilastras ochavadas adosadas al muro. El ábside, de planta rectangular, se cubre con bóveda gótica de nervios diagonales, mientras que los otros dos tramos se cubren con bóveda de aristas.

### Exterior
A la ermita se accede a través de un porche barroco de arcos mixtilíneos, situado en el mismo eje que los espacios antes descritos y que se prolonga por los costados del edificio. La fachada se remata con una pequeña espadaña de dos cuerpos, también barroca. Al exterior, Santa Eulalia presenta una volumetría clara, remarcada por su situación exenta, siendo claramente perceptible la composición interna del templo, a excepción del costado derecho, en el que sobresale la sacristía, a la que se accede por el segundo tramo de la nave.
Su fachada principal, situada a los pies de la iglesia, se caracteriza por un gran atrio, delimitado por un pequeño muro corrido, en el que se abren tres entradas. La fachada primitiva de la iglesia desapareció en la remodelación que el edificio sufrió en el siglo XVIII, momento en el cual se añade el porche que conocemos. La fachada es muy sencilla y no posee elementos decorativos. La fachada lateral del muro del evangelio comparte de igual modo la sencillez de la principal, apreciándose en ella la continuidad de los arcos mixtilíneos de la principal. En cuanto a la fachada de la epístola, ésta repite el mismo esquema con el recurso del porche, sobresaliendo en ella la sacristía. 

### Interior
En el interior destacan sus pinturas murales de época medieval, que decoran tres lienzos del presbiterio. En ellos se representa a la Virgen con el Niño a Santa Eulalia, San Jorge, Santa Julia, Santa Leocadia, San Miguel y San Sebastián. En el muro del evangelio se representa un caballero y un grupo inmediato, formado por dos damas. En el lado de la epístola, sin duda el más importante de todos, se representa a Santiago a caballo y a San Sebastián, a cuyos pies hay dos orantes, que algunos identifican con los Reyes Católicos. Estas pinturas, de notable valor histórico y artístico, pertenecen al estilo gótico de la escuela sevillana del siglo XV. Debe hacerse mención también de las pinturas barrocas que decoran la bóveda del ábside, que constituyen un buen ejemplo del arte popular del siglo XVIII. En ellas se representan a San Tadeo a Sor Juana de la Cruz, San Ildefonso y el Calvario. La ermita de Santa Eulalia es un claro exponente de la superposición de estilos. 
Se trata de una obra tardomedieval con añadidos barrocos, con la particularidad de incorporar a su fábrica los restos de un mausoleo romano.